# Судостроительный завод Беккера
Ревельская верфь акционерного общества металлургических, механических и судостроительных заводов «Бекеръ и Ко», также судостроительный завод Бе́ккера (эст. Bekkeri laevatehas, Bekkeri tehas, Boeckeri laevatehas, Böckeri laevatehas, «Böcker ja Ko.», Metallurgia-, Mehaanika- ja Laevatehaste AS Bekker ja Ko.) — судостроительный завод, возведённый в 1912—1914 годах в Ревеле для выполнения военных заказов Российской империи — строительства боевых кораблей. Осенью 1917 года, в связи с наступлением германских войск, основная часть заводского оборудования была перевезена в Новороссийск, где был построен новый завод.

## История
В 1889 году фабрикант В. Беккер (V. Boecker) открыл в Либаве металло-машиностроительный завод «Boecker & Ko». В 1898 году завод перешёл в собственность одноимённого акционерного общества.
В 1909 году российскому правительству была представлена программа строительства военных кораблей, которая была одобрена правительством, но отклонена Государственной думой. Тогда правительству была представлена новая, так называемая «Программа строительства малых военных кораблей», согласно которой в Ревеле должны были быть построены судостроительные заводы и военная гавань. Начать строительство Ревельского военного порта было решено весной 1912 года.
Завод Беккера был одним из трёх заводов, построенных в Ревеле в рамках этой программы; двумя другими были Русско-Балтийское судостроительное и механическое акционерное общество и завод «Ноблесснер». На юго-западном побережье полуострова Копли городская управа выделила для строительства новой верфи участок земли площадью 60 тысяч квадратных саженей. Раньше эта территория была покрыта лесом, а у залива стояло несколько дач и рыбацких хижин, которые были снесены. Строительство осуществляла французская судостроительная компания «Augustin Normand», интересы которой представлял и деятельность которой контролировал Санкт-Петербургский частный коммерческий банк. Компания приобрела бывший машиностроительный завод «Lange» в Риге и действовавшее в Либаве акционерное общество «Boecker & Ko» и объединила их. Затем был увеличен уставный капитал, и в Ревеле была основана верфь, принадлежавшая акционерному обществу металлургических, механических и судостроительных заводов «Бекеръ и Ко». Завод Беккера официально был основан 24 мая 1913 года, строительство первых кораблей началось 27 октября 1913 года.
Акционерное общество было привлечено для выполнения срочного заказа Морского министерства на постройку пяти миноносцев и четырёх судов для буксировки артиллерийских щитов. Одновременно общество продолжило работы по дальнейшей застройке и оборудованию завода.
В июле 1914 года на заводе Беккера было занято 769 рабочих. В 1915 году завод перешёл под контроль государства. В 1916 году его переименовали в Судостроительный завод северо-западного акционерного общества.
В годы Первой мировой войны на заводе строили минные тральщики, число рабочих выросло до 3500. Рабочие завода активно принимали участие в революционном движении. В 1916 году они провели четыре забастовки, Февральскую революцию 1917 года поддержали политической забастовкой.
В октябре 1917 года немцы вторглись на территорию Эстляндской автономии и с боями заняли Моонзундский архипелаг. Согласно документам Исторического архива Эстонии, по решению председателя эвакуационного комитета Северного фронта осенью 1917 года большая часть оборудования завода была перевезена в Новороссийск, где был открыт новый судостроительно-ремонтный завод.
На сайте порта Беккера, однако, приводится следующее описание событий 1917 года на заводе: «На заводе каждый день стали проходит большие митинги, обсуждалась эвакуация имущества завода. Представители эстонских рабочих хотели оставить часть оборудования в Таллине. Началась погрузка имущества завода на корабли и поезда. Всё остающееся имущество согласно секретному циркуляру большевиков должно было быть уничтожено. Эстонские рабочие завода Беккера, рискуя своей жизнью, выгружали имущество из поездов обратно, в конце концов таллинский отряд “Омакайтсе” отправил бойцам завода Беккера 40 винтовок и ящик патронов. “Омакайтсе” боролся за каждую единицу техники, помогло также и то, что он насыпал крупный песок между ступичными подшипниками поезда, идущего из Копли в Россию. Это средство помогло, потому что возле Тапа подшипники загорелись, и поезд со всем имуществом завода Беккера остался в Эстонии».
После провозглашения Эстонской республики рабочая охрана вокруг завода Беккера была заменена немецкой военной охраной. Во время германской оккупации завод Беккера находился в подчинении флотского капитана фон Вольфрама. Как описывается на сайте порта Беккера, «когда немцы стали покидать Таллин, они тоже пытались взять с собой всё, что могли, и вновь работникам завода Беккера пришлось рисковать жизнью, а членам „Самообороны“ подавать загруженные поезда с заводским оборудованием на боковые пути, выводить локомотивы с линии и брать под охрану склады».
С 1919 по 1922 год предприятие называлось Северо-западный металлургический и судостроительный завод (эст. Põhja-Loode Metallurgia ja Laevaehituse Tehas), однако никакой деятельности не вело. В 1923 году его помещения использовались как склад запасного парка Автотанкового дивизиона, где стояли 8 автомобилей, 10 грузовиков, 4 санитарные машины и 4 мотоцикла. Затем завод Беккера был приобретён Северо-западным акционерным обществом металлургических, механических и судостроительных заводов (эст. Põhja-Lääne Metallurgia, Mehaanika и Laevaehituse Tehaste AS).
С 1933 года имуществом бывшего завода управляло Коплиское управление недвижимостью (эст. Kopli kinnisvaravalitsus), которое в 1936 году стало государственным акционерным обществом «Копли Киннисварад» (эст. Kopli Kinnisvarad). 20 июля 1934 года Северо-западное акционерное общество металлургических, механических и судостроительных заводов передало государству всё своё движимое и недвижимое имущество в покрытие долгов. Бывшие заводские здания были сданы в аренду различным предприятиям (AS Textiil Riidevabrik, Eesti Raadiotööstus и др.). Порт завода Беккера также нашёл своё применение.
В советское время порт Беккера относился к Таллинской военно-морской базе Краснознамённого Балтийского флота; там стояли советские пограничные корабли, и размещалось занимавшееся ремонтом судов предприятие «Почтовый ящик В-8434» или Балтийская база Ленинградского адмиралтейского объединения.
В 2020 году эстонские архитекторы разработали концептуальный план по переустройству промышленных зон порта Беккера в жилые и коммерческие районы. Этот план даже включал в себя оперный театр, предложенный в то время Энделем Сиффом (Endel Siff), владельцем порта. В июне 2024 года Таллинская городская управа инициировала единый процесс детальной планировки порта Беккера и расположенного рядом с ним порта Меэрузе (бывшая гавань Коплиранна рыболовецкого колхоза «Маяк»), также принадлежащего Энделю Сиффу. На площади около 34 гектаров будут построены жилые дома, офисные здания, парки и променады, а когда район станет густонаселённым, — детский сад и школа (идея с оперным театром была отклонена). В будущем здесь также будет курсировать трамвай. Сохранятся также закрытые промышленные зоны. Согласно идеям городских властей, территория Беккера-Меэрузе вместе с Хундипеа и развивающимся микрорайоном Ситси станет одним из центров района Пыхья-Таллинн.

## Построенные на заводе суда
- Эсминец «Автроил»
- Ледокол «Малыгин» (заложен на верфи Беккера как «Шторм», достроен в Хельсинки и спущен на воду под названием «Voima»)

## Заводские строения
Строительство завода велось в 1912—1915 годах. Были построены:
- механическая и турбинная мастерская — здание из трёх пролётов железной конструкции, с кирпичными наружными стенами, длина 121 метр, ширина 20 метров;
- судостроительный цех с кузницей — бетонное здание с железобетонными колоннами и перекрытием, длина 110 метров, ширина 32 метра;
- плаз — одноэтажное деревянное строение длиной 110 метров, шириной 18 метров и высотой 3 метра с двускатной крышей;
- плотницкая мастерская;
- слип;
- котельная мастерская высотой 13,7 метра,
- цинковальня с отделением для добывания ацетиленового газа для кислородной резки и сварки металлов;
- причалы;
- водонапорная башня возле улицы Копли, обеспечивавшая потребности в воде практически всего полуострова за счёт двух скважин (сохранилась, памятник архитектуры). Высота башни — более 40,5 метра, несущие железобетонные колонны соединены железобетонными поясами.
- установлен башенный кран высотой более 35 метров со стрелой в 21 метр, что обеспечивало высоту подъёма до 30 метров. Максимальная грузоподъёмность крана составляла 150 тонн.

На участках, прилегающих к улице Копли и к юго-востоку от производственного корпуса, были построены административные и жилые здания: заводоуправление, полицейский участок, вилла директора, особняк инженера, дома старших служащих, дома рабочих, столовая, баня, здание пожарной части и пр. В рабочем посёлке Беккера улицы не имели названий; все здания имели единую нумерацию на всей территории завода. Названия улиц и номера домов с указанием улиц были добавлены только в 1951 году.
Котельная мастерская завода (ул. Марати 12) была снесена в 2008 году.

## Рабочий посёлок
От быстро и во многом стихийно развивавшихся рабочих кварталов Ревеля заводские посёлки начала XX века отличались сложной планировкой и однообразным внешним видом. Они возводились в непосредственной близости от промышленных зданий и, помимо хозяйских особняков и рабочих бараков, включали в себя также магазины, школы, больницы, бани, прачечные и т. д. Поселение Русско-балтийского судостроительного завода на оконечности полуострова Копли стало наиболее ярким примером подобного принципа. Комплекс завода Беккера в этом отношении уступал своим современникам. Хотя строительство обоих заводов шло параллельно, колония Беккера (название поселения на жаргоне того времени) не развилась в целостный промышленный комплекс с продуманной планировкой. Если русско-балтийское поселение было построено на основе передовых для того времени градостроительных принципов (во многом благодаря петербургскому архитектору А. И. Дмитриеву), то район завода Беккера был довольно примитивен в отношении своего генерального плана. Известно, что несколько генеральных планов поселка также были отклонены городской администрацией из-за их незавершённости; этим фактом объясняется ряд недостатков градостроительства посёлка Беккера, которые видны и сегодня: чрезмерная близость жилых домов к промзоне и нелогичное расположение ряда зданий относительно улицы Копли (дома по ул. Копли 75—81). «Русско-балтийцы» ругали «беккеров» за то, что те построили свои производственные корпуса слишком близко к жилым домам «русско-балтийских» служащих (это видно в начале улицы Калури). Возведения посёлка завершилось в 1916 году.
Все дома для рабочих были построены из дерева и делились на три основных типа: прямоугольные двухэтажные бараки простой коробчатой формы (ныне почти все снесены), небольшие одно- и двухэтажные квартирные дома (например, улица Коплиранна 39) и большие подковообразные бараки. Последних было построено не менее 12, но сохранилось только одно здание по адресу улица Коплиранна 41.
В 2005 году были снесены небольшой квартирный дом по адресу Коплиранна 37 (Беккера № 53) и большая рабочая казарма подковообразной формы (Беккера № 33, современный адрес ул. Вазара 30); в 2017 году снесён квартирный дом по адресу ул. Коплиранна 39 (Беккера № 53a).

## Заводские строения, признанные памятниками культуры
В Государственный регистр памятников культуры Эстонии как памятники архитектуры внесены десять строений завода Беккера:
- судостроительная мастерская, ул. Марати 7[10]. В годы строительство была самым большим строением Эстонии из монолитного бетона. Позже с северо-западной и юго-восточной сторон были сделаны неподходящие строению пристройки. При инспектировании 4 июля 2018 года состояние строения признано удовлетворительным;
- дом заводских мастеров и служащих, ул. Копли 75. Трёхэтажное кирпичное оштукатуренное здание с низкой вальмовой крышей, фасады решены в стиле историзма. На каждом этаже по четыре квартиры: три небольшие однокомнатные и одна двухкомнатная. В основном сохранилось оригинальное внутреннее убранство лестничной клетки: ступени из плитняка, кафельный пол, металлические перила, чуланы. Архитектор здания неизвестен, возможно, это был один из заводских инженеров. При инспектировании 3 октября 2023 года состояние здания оценено как удовлетворительное[4];
- дом заводских инженеров, ул. Копли 77. Четырёхэтажное здание с представительными квартирами. В основном плане здание делится на три секции, каждая из которых имеет внушительную главную лестницу на переднем фасаде и более скромную лестницу заднем фасаде. Внешний вид здания относительно строгий и массивный. Комнаты в доме с высокими потолками, которые имеют зеркальные своды и лепной декор. У лестницы бетонные ступени, главная лестница покрыта каменным паркетом. В некоторых комнатах сохранились росписи. Также сохранилось множество оригинальных дверных ручек-шпингалетов и других деталей. При инспектировании 20 марта 2019 года состояние здания признано удовлетворительным[11];
- вилла директора завода, ул. Копли 79. Изначально вокруг дома был большой парк-сад, который в советское время был застроен промышленными зданиями. Двухэтажное здание в стиле позднего модерна, из оштукатуренного кирпича, на невысоком цоколе и с высокой крышей сложной формы. Имеет подвалы[12]. В 2021—2022 годах отреставрировано и перестроено в 10-квартирный дом класса «люкс». Высота потолков на первом этаже — 3,6 метра, на втором — 3,3 метра)[13];
- полицейский участок, ул. Копли 85. Внешне здание напоминает бараки, построенные в то время в трудовых районах Таллина. Довольно типичный двухэтажный деревянный дом с двускатной крышей, почти лишённый декора. При инспектировании 3 октября 2023 года состояние дома оценено как удовлетворительное[14];
- рабочая казарма, ул. Коплиранна 41[9];
- здание заводоуправления, ул. Марати 4. Трехэтажное скромное здание в стиле классицизма. Фасад между первым и вторым этажами разделён горизонтальным перекрытием с зубчатым карнизом. Длинные узкие окна разделены лизенами. Часть лестницы выступает за пределы здания и заканчивается треугольным фронтоном. В здании сохранились панельные двери, кассетные потолки, оконные шпингалеты и другие оригинальные детали времён постройки. При инспектировании 21 июля 2015 года состояние здания признано хорошим[15];
- механический и турбинный цех, ул. Марати 14. Двухэтажное строение со стенами из красного кирпича. Особая кирпичная кладка стен, массивные круглые арки и вытянутые окна из стеклоблоков делают фасады здания очень выразительными. 28 июля 2015 года состояние строения оценено как удовлетворительное[16];
- слип, ул. Марати 14. При инспектировании 28 июля 2015 года состояние слипа признано хорошим[17];
- водонапорная башня, ул. Копли 89b. Башня с железобетонными колоннами и железобетонными балками высотой чуть более 40 метров. 3 октября 2023 года её состояние было признано плохим[18].

### Дом по адресу улица Коплиранна 41
Этот тип рабочего дома в форме подковы с тремя флигелями уникален для Эстонии, он никогда не использовался в других рабочих кварталах и является совершенно иррациональным в тёмном эстонском климате: квартиры, выходящие окнами в узкий двор, зимой совершенно лишены солнечного света. Влияние рабочих домов Англии XIX века чувствуется здесь не только в основном плане, но и в деталях: широкие окна с квадратными делениями, пологая крыша, общие пропорции здания — все это довольно исключительно в архитектурной картине того времени. Интерьеры простые, деревянные полы изначально не крашеные, стены побелены или покрашены масляной краской (обои не наклеены из-за боязни возгорания). Хотя в результате нескольких более поздних реконструкций (1960-е, 1980-е годы) аскетическая внутренняя отделка большей частью была разрушена, первоначальное общее впечатление от интерьера всё ещё сохраняется. При инспектировании 3 октября 2023 года состояние здания было признано плохим.
- Памятники культуры, связанные с заводом Беккера, в 2008—2016 годах
- Заводоуправление
- Механический и турбинный цех
- Слип
- Вилла директора
- Дом инженеров
- Дом мастеров и служащих
- Рабочая казарма
- Водонапорная башня
- Полицейский участок

## Комментарии
1. ↑  Эстонские топонимы, оканчивающиеся на -а, в русском языке не склоняются[5], а род получают по родовому слову, например, деревне присваивается женский род, хотя в эстонском языке нет категории рода.